# Distrito de Rawa
Rawa (polaco: powiat rawski) es un distrito (powiat) del voivodato de Łódź (Polonia). Fue constituido el 1 de enero de 1999 como resultado de la reforma del gobierno local de Polonia aprobada el año anterior. Limita con otros cuatro distritos: al norte con Skierniewice y con Żyrardów, al este con Grójec y al sur con Tomaszów Mazowiecki; y está dividido en seis municipios (gmina): uno urbano (Rawa Mazowiecka), otro urbano-rural (Biała Rawska) y cuatro rurales (Cielądz, Rawa Mazowiecka, Regnów y Sadkowice). En 2011, según la Oficina Central de Estadística polaca, el distrito tenía una superficie de 646,2 km² y una población de 48 898 habitantes.